# قباق تپه (کبودرآهنگ)
قباق تپه(کبودرآهنگ)، روستایی از توابع دهستان راهب بخش مرکزی شهرستان کبودرآهنگ در شمال استان همدان  است این روستا از شمال و شمال غرب با شیرین سو و عبدل آباد و از غرب با روستای ایده لو و قراگل و از جنوب با روستای طاسران و از شمال شرق با روستای گندوز همسایه است.

## جمعیت
این روستا براساس سرشماری مرکز آمار ایران در سال ۱۳۹۵، جمعیت آن ۲۶۴۱ نفر (۷۷۴خانوار) بوده‌است.

## مردم
زبان مردم روستا ترکی آذربایجانی و مذهب ایشان شیعه می‌باشد.